# Uvaria schweinfurthii
Uvaria schweinfurthii är en kirimojaväxtart som beskrevs av Adolf Engler och Friedrich Ludwig Diels. Uvaria schweinfurthii ingår i släktet Uvaria och familjen kirimojaväxter. Inga underarter finns listade i Catalogue of Life.